# Réservoir de Poolburn
Le réservoir de Poolburn (Poolburn Reservoir ou Poolburn Dam en anglais) est un lac de barrage situé dans le district de Central Otago, sur l'île du Sud de la Nouvelle-Zélande. Il est utilisé pour l'alimentation en eau des exploitations agricoles de la Ida Valley.
Les alentours du réservoir sont utilisés comme décor lors du tournage des trois films du Seigneur des anneaux réalisés par Peter Jackson et sortis entre 2001 et 2003. Ils représentent les plaines du Rohan.